# ネオマイシン
ネオマイシン（neomycin）は1948年にウクライナ出身のセルマン・ワクスマンにより発見されたアミノグリコシド系抗生物質である。分子量614.65。
放線菌の一種、Streptomyces fradiaeが生産する。そのためフラジオマイシン（fradiomycin）とも呼ばれる。日本薬局方収載医薬品としては硫酸フラジオマイシン（FRM）と呼ばれ、別名はソフラマイシン、フラミセチン。CAS登録番号は1405-10-3 (Neomycin sulfate)。

## 作用機序
ネオマイシンの作用機序はカナマイシンのそれと類似し、30Sリボソームに結合することにより細菌のタンパク質合成を阻害する。

## 臨床応用
比較的広範な抗菌スペクトルを有し、グラム陰性菌、グラム陽性菌ともに強く阻害する。

## 副作用
ネオマイシンには強い急性毒性および腎毒性が認められる。そのため、経口剤か外用剤として使用される。

## その他
分子生物学の研究においてネオマイシン耐性遺伝子は、選択マーカーとして形質細胞の分離に利用される。

## 註・出典
1. ↑  医薬品インタビューフォーム 硫酸フラジオマイシン貼付剤（サノフィ・アベンティス社）
2. ↑  アミノグリコシド系抗細菌薬の多くは70Sリボソームと結合する。